# 赤谷線
赤谷線（日语：／ Akatani sen */?）曾經是一條連結日本新潟縣新發田市的新發田站與該市內的東赤谷站，屬於日本國有鐵道（國鐵）的鐵路線（地方交通線）。根據1980年實施的國鐵再建法獲指定為特定地方交通線，1984年廢除。本路线的“赤谷”读作“あかたに”。实际上，虽然赤谷村的村名采用了这一读法，但在地区名中更多被读作“あかだに。

## 历史
1920年，官营制铁所为运输赤谷附近出产的铁矿山而建设了连接新发田和赤谷的专用铁路（一说1922年（大正11年）12月），但由于第一次世界大战后的经济不景气，该专用线处于闲置的状态。在地方的请愿下，该线于1925年无偿让渡至鐵道省，作为赤谷线开业。
为促进铁矿的再开发，线路于1941年延伸至东赤谷站，同时在该站设置了间矿山的装运装置。由于东赤谷站所在的地方拥有高达33‰的陡坡，因而成为了国铁唯一的折返式终点站。

### 年表
- 1920年（大正9年）: 新发田 - 箕立泽（赤谷）作为农商务省制铁所专用线开业（1925年4月伴随商工省成立移交至该省）。
- 1925年（大正14年）11月20日: 商工省制铁所専用线部分无偿让渡至国铁，新发田 - 赤谷 (14.1 km) 作为赤谷线开业，新设五十公野站、米仓站、赤谷站。
- 1941年（昭和16年）6月1日: 赤谷 - 东赤谷 (4.8 km) 开业，新设东赤谷站[6]。
- 1955年（昭和30年）3月: 伴随沿线的北蒲原郡五十公野村、米仓村、赤谷村并入新发田市，全线皆位于新发田市内。
- 1963年（昭和38年）11月15日: 新设新江口站、新山内站。
- 1970年（昭和45年）10月: 蒸汽机车不再运行（主要为新津机关区的C11 245、C11 269）[7]。
- 1973年（昭和48年）4月1日: 新设东中学校前假乘降场。
- 1981年（昭和56年）9月18日: 被指定为第1次特定地方交通线。
- 1984年（昭和59年）
  - 1月20日: 全线货物营业废除[8]。
  - 4月1日: 全线 (18.9 km) 废除，转换至新潟交通[9]。

## 运行形态
1970年代时，每日早间开行3对、傍晚开行3对列车，主要供沿线的中小学生通学利用。尤其是1973年开校的东中学校，全校半数的学生皆使用铁路上下学。
直到1970年代为止，货物列车皆采用C11型蒸汽机车牵引。
运营后期，旅客列车采用Kiha40系和Kiha52形、Kiha58系等柴聯車运行。由于该线路途中拥有陡坡，因此在编组中存在2节动车。

## 車站列表
接續路線的事業者名以赤谷線廢除時為準。所有車站都位於新潟縣新發田市。
| 中文站名             | 日文站名 | 英文站名 | 站間距離 | 營業距離 | 接續路線                       |
| -------------------- | -------- | -------- | -------- | -------- | ------------------------------ |
| 新發田               |          |          | -        | 0.0      | 日本國有鐵道：羽越本線、白新線 |
| 東中學校前臨時乘降場 |          | /        | -        | (2.9)    |                                |
| 五十公野             |          |          | 4.1      | 4.1      |                                |
| 新江口               |          |          | 2.4      | 6.5      |                                |
| 米倉                 |          |          | 2.0      | 8.5      |                                |
| 新山內               |          |          | 2.7      | 11.2     |                                |
| 赤谷                 |          |          | 2.9      | 14.1     |                                |
| 東赤谷               |          |          | 4.8      | 18.9     |                                |